# Maurice Jeandon
Maurice Jeandon, né le 13 mai 1931 à Montois-la-Montagne (Moselle) et mort le 4 janvier 2006, est un conseiller financier et homme politique français. Il a donné son nom à l'ancienne Rue de l'Épargne de Saint-Dié.

## Mandats
- Maire de Saint-Dié (Vosges) de 1977 à 1989

- Député des Vosges du 16 mars 1986 au 14 mai 1988 (dissolution de l'Assemblée nationale) pour la 8e législature de la Ve République ; membre du groupe RPR.